# Rejon gafurijski
Rejon gafurijski (ros. Гафурийский район, baszk. Ғафури районы) – jeden z 54 rejonów w Baszkirii. Stolicą regionu jest Krasnousolskij.
100% populacji stanowi ludność wiejska, ponieważ w regionie nie ma żadnego miasta.